# Dasysyrphus reflectipennis
Dasysyrphus reflectipennis är en tvåvingeart som först beskrevs av Charles Howard Curran 1921.  Dasysyrphus reflectipennis ingår i släktet skogsblomflugor, och familjen blomflugor.
Artens utbredningsområde är Ontario. Inga underarter finns listade i Catalogue of Life.